# Culture des Maldives

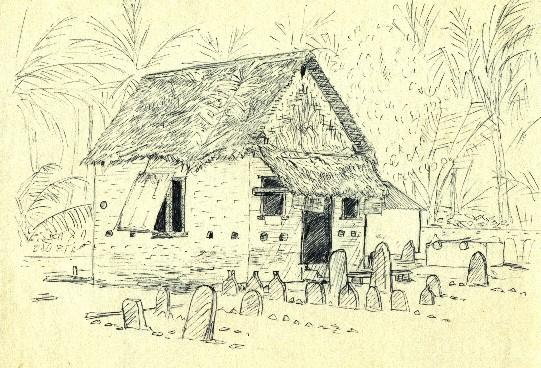
Mosquée à Fua Mulaku (Xavier Romero-Frias, dessin, 1981)

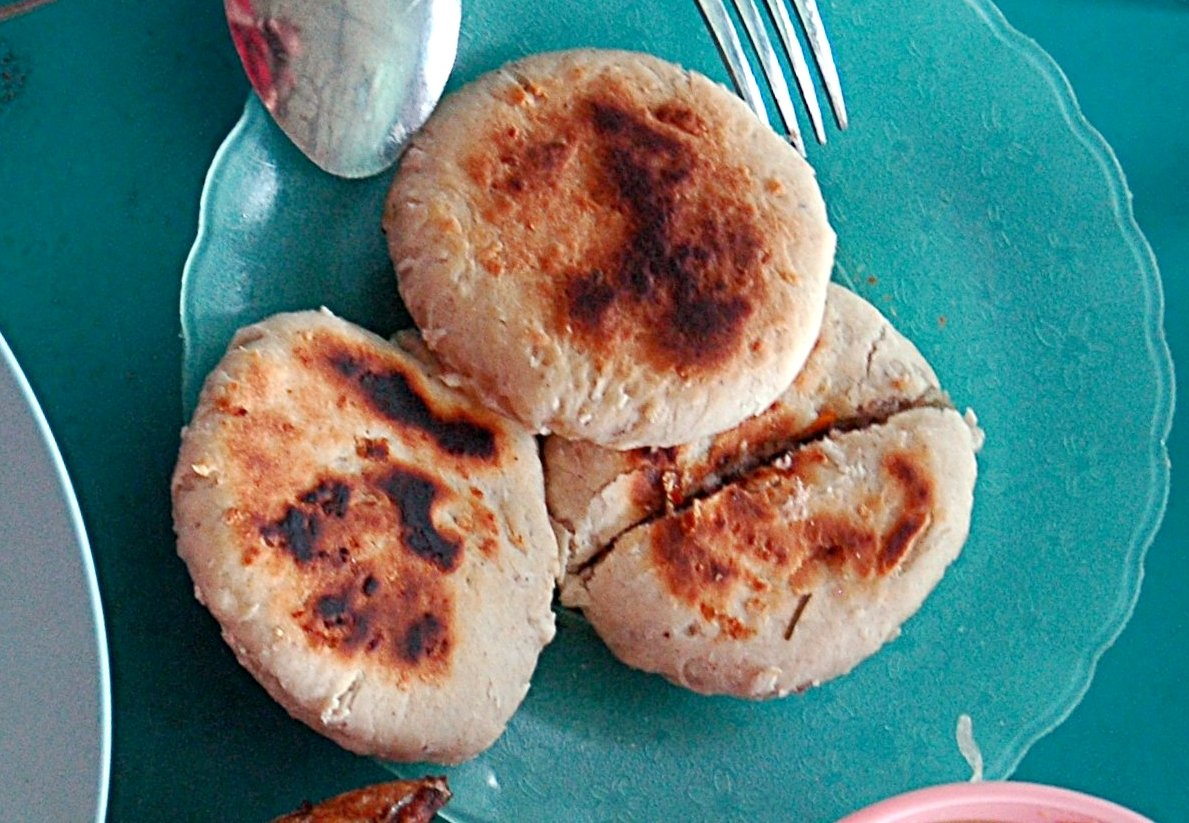
Masroshi

Cet article aborde différents aspects de la culture des Maldives (environ 400 001 habitants en 2019).

## Langues et peuples
- Langues aux Maldives (en)
- Maldivien ou Dhivehi
- Systèmes d'écriture maldivien (en)
- Malé Latin (en), Romanisation du maldivien (en)
- Groupes ethniques aux Maldives (en)

## Traditions

### Religion
- Religion aux Maldives
- Catégorie:Religion aux Maldives, Islam aux Maldives,
- Bouddhisme aux Maldives
- Hindouisme aux Maldives (en)
- Christianisme aux Maldives (en)
- Liberté de religion aux Maldives (en)
- Irreligion aux Maldives (en)

### Symboles
- Emblème des Maldives, Drapeau des Maldives
- Gavmii mi ekuverikan matii tibegen kuriime salaam, hymne national des Maldives
- Noms des Maldives (en)

### Folklore
- Folklore maldivien (en)
- Koimala (en)

### Mythologie
- Folklore des Maldives (en)

## Société

### Démographie
- Maldiviens (en)
- Diaspora madivienne (en)

### Droit
- Droits humains aux Maldives (en)
- Criminalité aux Maldives (en)

### Éducation
- Éducation aux Maldives

## Littérature
- Lōmāfānu (en), textes maldiviens sur plaques de cuivre (à la façon des manuscrits sur ôles)
- Littérature aux Maldives (en), Littérature maldivienne (de)
  - Husain Salaahuddin (en) (1881-1948), The Story of Dhon Beefaan, The Story of Thakurufaan the Great, Shaikh Zubair
  - Bodufenvalhuge Sidi (en) (1888-1970), romancier, Dillygey Ibrahim Didi ge Vaahaka, Maa Makunudu Bodu Isa ge Vaahaka, Lhen Hedumuge Masaikaiyterikamuge Ran Taraadu (poésie)
  - Muhammad Jameel Didi (en) (1915-1989)
  - Aminath Faiza (en) (1924-2011), poétesse, écrivaine
  - Ibrahim Shihab (en) (1926-1988)
  - Saikuraa Ibrahim Naeem (en) (1935-2008), Siyarathunnabaviyyaa
  - Abdul Rasheed Hussain (en) (1946-)
  - Ilyas Hussain Ibrahim (en) (1957-)
  - Naushad Waheed (en) (1962-)
  - Imad Latheef (1966-), chroniqueur, journaliste
  - Ali Rafeeq (en) (1969 ?)
  - Jennifer Latheef (1973-)
  - Ismail Khilath Rasheed (en) ou Hilath (1980 ?), blogueur
  - Maulavi M.I. Umari, U. Easa, A. Sadiq, H.H. Habeeb, F. Nahula, A. Husain, A. Faiza, Ali Musthafa
- Prix des Mascareignes

### Littératures proches
- Inde : Littérature indienne
- Népal : Littérature népalaise (en), Écrivains népalais
- Bangladesh : History of Bengali literature (en), Écrivains bangladais
- Pakistan : Littérature pakistanaise, Écrivains pakistanais
- Seychelles : Littérature des Seychelles
- Sri-Lanka : Littérature srilankaise (à créer), Écrivains srilankais
- Roman colonial
- Postcolonialisme[1]
- Indianocéanisme, Littérature de l'océan Indien

## Média
- Télécommunications aux Maldives (en)
- Catégorie:Média aux Maldives

### Presse
- Liste de presse écrite aux maldives (en)
- Sandhaanu (en), unique magazine politique maldivien en ligne

### Radio
- Voice of Maldives (en)

### Télévision
- Television Maldives (en) (1978)
- DhiTV (en) (2008)
- VTV (Maldives) (en) (2008)

### Internet (.mv)
- Dhiraagu (en)
- Ooredoo Maldives (en)

## Arts visuels
- Catégorie:Artiste maldivien

## Arts du spectacle

### Musique(s)
- Musique aux Maldives (en)

### Cinéma
- Films maldiviens (en)

## Arts de la table

### Cuisine(s)
- Cuisine des Maldives

## Santé
- Catégorie:Santé aux Maldives,	Protection sociale

### Sports, arts martiaux
- Catégorie:Sport aux Maldives
- Catégorie:Sportif
- Maldives aux Jeux olympiques
- Jeux paralympiques,
- Jeux du Commonwealth

## Patrimoine

### Musées
- National Art Gallery (Maldives)
- =National Museum (en)

### Liste du Patrimoine mondial
Le programme Patrimoine mondial (UNESCO, 1971) a inscrit dans sa liste du Patrimoine mondial (au 12/01/2016) : Mosquées de corail (liste indicative).